# Kurt Atterberg
Kurt Magnus Atterberg (ur. 12 grudnia 1887 w Göteborgu, zm. 15 lutego 1974 w Sztokholmie) – szwedzki kompozytor i dyrygent.

## Życiorys
Z zawodu inżynier, od 1912 do 1968 roku był pracownikiem szwedzkiego urzędu patentowego. Muzycznie pozostał w dużej mierze samoukiem. W latach 1910–1911 uczył się kompozycji u Andreasa Halléna w sztokholmskim konserwatorium. Między 1911 a 1913 rokiem przebywał w Niemczech, ucząc się dyrygentury u Maxa von Schillingsa.
W latach 1916–1922 był kapelmistrzem Królewskiego Teatru Dramatycznego w Sztokholmie. W latach 1919–1957 jako krytyk muzyczny współpracował z czasopismem Stockholms-Tidningen. W latach 1924–1947 pełnił funkcję przewodniczącego związku kompozytorów szwedzkich, następnie od 1947 roku był jego honorowym prezesem. Od 1935 roku członek szwedzkiej rady kultury. Sekretarz generalny Conseil Permanent pour la Coopération Internationale des Compositeurs (1935–1938) oraz sekretarz Królewskiej Akademii Muzycznej (1940–1953).

## Odznaczenia
- Komandor Orderu Gwiazdy Polarnej (Szwecja, 1948)[4][5][6]
- Komandor Orderu Lwa Finlandii[5][6]
- Order Zasługi Orła Niemieckiego[5][6]
- Komandor II Kl. Orderu Zasługi (Austria)[5][6]
- Kawaler Orderu Danebroga (Dania)[5][6]
- Kawaler I Kl. Orderu Białej Róży Finlandii[5][6]
- Kawaler Orderu Legi Honorowej (Francja)[5][6]
- Kawaler I Kl. Orderu św. Olafa (Norwegia)[5][6]
- Medal za Promocję Muzyczną(inne języki) (Szwecja)[6]
- Medal „Litteris et Artibus” (Szwecja)[6]

## Twórczość
Twórczość muzyczna Atterberga osadzona była w tradycji szwedzkiego romantyzmu i odwoływała się do muzyki ludowej. Prowadząc ożywioną działalność jako kompozytor, Atterberg występował poza granicami Szwecji, przyczyniając się do popularyzacji muzyki szwedzkiej za granicą.
Skomponował m.in. pięć oper, 3 balety, 9 symfonii, 5 koncertów. VI symfonia zwyciężyła w 1928 roku w ogłoszonym przez Columbia Graphophone Company konkursie muzycznym dla uczczenia 100. rocznicy śmierci Franza Schuberta, zaś kompozytor otrzymał za nią nagrodę w wysokości 2000 funtów.